# Courlay
Courlay är en kommun i departementet Deux-Sèvres i regionen Nouvelle-Aquitaine i västra Frankrike. Kommunen ligger i kantonen Cerizay som tillhör arrondissementet Bressuire. År 2022 hade Courlay 2 403 invånare.

## Befolkningsutveckling
Antalet invånare i kommunen Courlay
| Referens: INSEE |